# Salix fulvopubescens
Salix fulvopubescens là một loài thực vật có hoa trong họ Liễu. Loài này được Hayata miêu tả khoa học đầu tiên năm 1915.